# John Daversa
John Daversa (* 2. Oktober 1972 in Canoga Park, Los Angeles) ist ein amerikanischer Jazzmusiker (Trompete, elektronisches Ventilinstrument, Komposition, Arrangement) und Bigband-Leader.

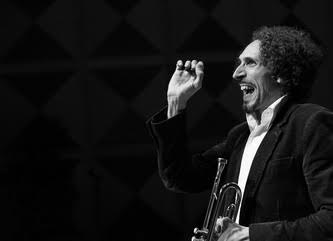
John Daversa (2016)

## Werdegang
Daversa stammt aus einer musikalischen Familie; sein Vater spielte Trompete bei Stan Kenton; seine Mutter arbeitete mit Andy Williams zusammen. Von Kindesbeinen beschäftigte er sich vor allem mit Musik.
Daversa tritt regelmäßig mit der von ihm 1996 gegründeten John Daversa Progressive Big Band sowie der John Daversa Small Band auf; daneben ist er weltweit als Gastdirigent und Solist aufgetreten, etwa auf dem Monterey Jazz Festival, dem Montreal Jazz Festival, Festival International de Jazz de Montréal, dem Playboy Jazz Festival oder dem Java Jazz Festival. Er hält den Lehrstuhl für Studiomusik und Jazz an der University of Miami und leitet die Frost Concert Jazz Band.
Daversa arbeitete mit Fiona Apple, Burt Bacharach, Joe Cocker, Andraé Crouch, Herbie Hancock, Bob Mintzer Big Band, Renee Olstead, Regina Spektor, Andy Williams und den Yellowjackets. Als Studiomusiker wirkte er an Film- und Fernsehproduktionen mit, etwa The Five-Year Engagement, Key and Peele, The King of Queens oder der Fernsehserie Ein Wink des Himmels.
Sein Album Kaleidoscope Eyes: Music of the Beatles (BFM Jazz, 2015), auf dem ein 40-köpfiges Orchester mit den Sängerinnen Renee Olstead und Katisse Buckingham die Songs der Beatles aufleben lässt, erhielt gleich sechs Goldmedaillen bei den Global Music Awards 2016 und wurde 2017 für den Grammy Award for Best Large Jazz Ensemble Album nominiert. Für das Album American Dreamers: Voices of Hope, Music of Freedom und für sein Arrangement der Hymne Stars and Stripes Forever, die er als politisches Statement zusammen mit sogenannten Dreamers („DACA Artists“) aufgenommen hat, bekam er 2019 zwei Grammys.

## Diskographische Hinweise
- Live at Catalina’s (Daversafications, 2009)
- Junk Wagon: The Big Band Album (BFM Jazz, 2011)
- Artful Joy (Challenge, 2012)
- Kaleidoscope Eyes: Music of the Beatles (BFM Jazz, 2015)[5]
- American Dreamers: Voices of Hope, Music of Freedom (2018)
- John Daversa Quintet: Cuarentena: With Family at Home (Tiger Turn, 2020)
- John Daversa & Tal Cohen: The Art of Duo, Volume One (2023)

## Auszeichnungen
- Grammy Awards 2019:
  - Best Large Jazz Ensemble Album: American Dreamers: Voices of Hope, Music of Freedom
  - Best Arrangement, Instrumental or A Cappella: Stars and Stripes Forever